# Калинов (Медзилаборце)
Калинов (слч. Kalinov) насељено је мјесто са административним статусом сеоске општине (слч. obec) у округу Медзилаборце, у Прешовском крају, Словачка Република.

## Становништво
| Година:    | 1994. | 2004.    | 2014.    | 2024.    |
| ---------- | ----- | -------- | -------- | -------- |
| Број људи: | 367   | 304      | 273      | 243      |
| Разлика:   |       | -17,16 % | -10,19 % | -10,98 % |

| Година:    | 2023. | 2024. |
| ---------- | ----- | ----- |
| Број људи: | 243   | 243   |
| Разлика:   |       | +0 %  |

Према подацима о броју становника из 2024. године насеље је имало 243 становника.